# Anommatus boiteli
Anommatus boiteli is een keversoort uit de familie knotshoutkevers (Bothrideridae). De wetenschappelijke naam van de soort werd in 1950 gepubliceerd door Joseph Henri Adelson Normand.